# Seychellenparadijsmonarch
De seychellenparadijsmonarch (Terpsiphone corvina) is een zangvogel uit het geslacht Terpsiphone en de familie Monarchidae (monarchen). De vogel werd in 1867 door de Britse vogelkundige Edward Newton geldig beschreven. Het is een ernstig bedreigde, endemische vogelsoort  op de Seychellen, een archipel ten noordoosten van Madagaskar in de Indische Oceaan.

## Kenmerken
De vogel is 20 cm lang, het mannetje heeft verlengde middelste staartpennen die 16 cm lang kunnen zijn. Het mannetje is geheel zwart met een diep blauwe glans. Het mannetje heeft een blauwe snavel. Vrouwtjes en onvolwassen vogels missen de lange staart, hebben een zwarte kop en zijn van onder roomkleurig wit en van boven kastanjebruin.

## Verspreiding en leefgebied
Deze soort is endemisch op de Seychellen, waar de vogel broedt op het westelijk deel van het eiland La Digue. Er zijn waarnemingen op andere, naburige eilanden, maar men vermoedt dat ze daar geen zichzelf voortplantende populaties vormen. In 2008 is een aantal vogels verplaatst naar het eiland Denis en in 2018 ook naar een derde eiland, Curieuse.  Het leefgebied bestaat uit het oorspronkelijke bos, inheems regenwoud.

## Status
De seychellenparadijsmonarch heeft een zeer klein verspreidingsgebied en daardoor is de kans op uitsterven aanwezig. De grootte van de populatie is sinds de uitbreiding naar het eiland La Digue toegenomen tot 350-500 volwassen individuen. Het leefgebied is echter kwetsbaar door versnippering en ontbossing voor uitbreiding van de toeristische voorzieningen. Ook is er kans op schade door invasieve soorten die als predator optreden. Om deze redenen staat deze soort als ernstig bedreigd (kritiek) op de Rode Lijst van de IUCN.